# Großer Plagesee
Der Große Plagesee liegt in der Gemeinde Chorin im Landkreis Barnim des Bundeslands Brandenburg. Seine Wasserfläche gehört vollständig zum Totalreservat des Naturschutzgebiets Plagefenn.

## Etymologie
Der See wurde 1258 als Stagnum Plawe erstmals urkundlich erwähnt, als die damalige Siedlung Plawe zusammen mit Brodowin, Pehlitz, Chorin und anderen Orten von den brandenburgischen Markgrafen an das Kloster Chorin verliehen wurde. „Plaw“ bedeutet im Altpolabischen „sumpfiges Gelände“ oder „Moor“.

## Naturräumliche Lage und Entstehung
Der Große Plagesee liegt 54 km nordöstlich von Berlin. Naturräumlich befindet er sich im Rückland der Mecklenburgischen Seenplatte im Teilraum des Uckermärkischen Hügellandes. Der See liegt in einem Gletscherzungenbecken im Hinterland des Lieper Endmoränenbogens, der zum Parsteiner Hauptbogen der Pommerschen Eisrandlage der Weichselkaltzeit gehört. Die abschmelzenden Gletscher hinterließen ein zu- und abflussloses Becken mit mehreren Toteiskesseln, in dessen Zentrum sich heute der Große und Kleine Plagesee befinden. Die flachen Randbereiche verlandeten und bildeten bei guten Nährstoffbedingungen über die folgenden Jahrtausende Niedermoortorfe.
Der sich in Nord-Süd-Richtung erstreckende See ist sichelförmig nach Westen gebogen und im südlichen Bereich verbreitert. Bei 65,9 Hektar Wasserfläche und 2,7 ha Verlandungszone ist er 1655 m lang und bis zu 752 m breit. Die maximale Tiefe beträgt 5,70 m. Der Plagesee ist ein nur mäßig kalkreicher, ungeschichteter See mit relativ großem Einzugsgebiet. Im Westen grenzt er an dauernasse Moorwälder und im Osten an Ackerflächen.

## Trophische und chemische Charakteristik
Der Steckbrief nach der EG-Wasserrahmenrichtlinie bescheinigt dem Plagesee 2017 einen ökologischen Zustand von 4 (= „unbefriedigender Zustand“; Umweltziel der WRRL wird deutlich verfehlt) auf einer fünfstufigen Skala. Die Qualitätskomponenten Makrophyten/Diatomeen und Phytoplankton weisen ebenfalls den Wert 4 auf. Der chemische Zustand wird mit 3 (= „mäßiger Zustand“; Umweltziel der WRRL wird knapp verfehlt) bewertet. Noch im Jahr 2009 waren die Werte jeweils eine Stufe besser. Der LAWA-Trophieindex lag 2016 bei 2,7. Damit war der See schwach eutroph. Als potentiell natürlicher Referenzzustand der Trophie wird ein mesotropher Zustand angegeben.

## Geschichte
Das Parsteiner Becken war schon in der Steinzeit von Menschen besiedelt, wie mehrere Grabstätten, Hügelgräber und frühgeschichtliche Siedlungsplätze belegen. Ein Fundplatz aus der jüngeren Bronzezeit befindet sich auf dem Plagewerder, einer früheren Insel im Großen Plagesee, die durch dessen Verlandung heute eine einen Kilometer lange Landzunge im Plagefenn bildet. Der Fundplatz ist durch Oberflächenfunde von Keramikscherben bekannt. Auf dem Herrscherberg, etwa 150 m nördlich des Sees, wurde ein bronzenes Tüllenbeil mit abgebrochener Öse gefunden.
Mit der Einwanderung der Slawen begann die anthropogene Umgestaltung der Landschaft um den Großen Plagesee. An seinem Ufer lag die Siedlung Plawe. Die genaue Lage des Ortes ist nicht bekannt, und schon 1375 war nur eine Wüstung verblieben, die in den folgenden Jahrhunderten restlos verschwand. Möglicherweise ist der Ort im Plagesee verschwunden, denn der Seespiegel stieg in den folgenden Jahrhunderten an, was auch dazu führte, dass der Plagesee sich über beide heutige Plageseen, das Plagefenn und das Rhülfenn ausbreitete. So zeigt es das in den Jahren 1767 bis 1787 erstellte Schmettausche Kartenwerk. Nach der Aufgabe von Plawe wurde das Umland weiterhin landwirtschaftlich genutzt. Als durch den Dreißigjährigen Krieg die Bevölkerungszahl drastisch abnahm, fielen die meisten Waldweiden und landwirtschaftlichen Flächen aber brach. Erst im 18. Jahrhundert wurde auf dem Plagewerder wieder Landwirtschaft betrieben. Die nun beginnenden Meliorationsarbeiten führten zu einem sinkenden Wasserstand und einer Verlandung des Plagesees.
Beantragt von Forstmeister Max Kienitz, der das Lehrrevier im nahen Chorin leitete, entstand am 4. Februar 1907 auf 177 ha mit dem Naturdenkmal Plagefenn, das auch den Großen Plagesee einschloss, das erste Naturschutzgebiet Norddeutschlands. Auf dem großen Plagesee waren Fischerei und Rohrnutzung (Schilfmahd) nun verboten. Allerdings wurde der notleidenden Bevölkerung im Ersten Weltkrieg ein Abfischen des Plagesees erlaubt. Um die ausufernde Nutzung regulieren zu können, wurde der See ab 1926 an einen Fischer verpachtet. 1962 wurde an der Nordspitze des Großen Plagesses eine Badestelle für das Zentrale Pionierlager „Anton Semjonowitsch Makarenko“ angelegt. 1993 wurde mit dem Rückbau der Entwässerungsgräben westlich des Großen Plagesees und im Rühlfenn begonnen. Damit wurde ein mittlerer Wasseranstieg um rund 60 cm erreicht.

## Flora und Fauna
Im Großen Plagesee ist nur wenig Wasservegetation zu finden. Im südlichen Teil gibt es einen geringen Bestand von Tausendblatt und kleine von Schwimmpflanzen wie der Gelben Teichrose und der Seerose bedeckte Flächen. Am Ostufer befindet sich ein Saum aus Schwarz-Erlen. Im westlichen Bereich treten Röhrichtgesellschaften mit Schilfrohr und Sumpffarn auf. Die benthische Vegetation besteht vorwiegend aus Armleuchteralgen.
Der Große Plagesee und sein Verlandungsbereich bieten gute Nahrungs- und Reproduktionsbedingungen für wassergebundene Säugetiere wie Biber, Fischotter und Wasserspitzmaus, aber beispielsweise auch für die Ringelnatter, die Zierliche Moosjungfer und die Keilflecklibelle. Daneben nutzen das Habitat zahlreiche Vogelarten zur Brut, zum Beispiel der Kranich, die Große Rohrdommel, der Eisvogel, das Blaukehlchen, der Waldwasserläufer, die Schellente, der Seeadler, die Lachmöwe und die Flussseeschwalbe. Den Großen Plagesee nutzen bis zu 2000 Graugänse und etwa 2000 bis 5000 Waldsaat- und Blessgänse als Schlafplatz. Die Rolle des Sees als traditionelles Rast- und Schlafgewässer für Kraniche und Gänse hat aber in den letzten Jahren durch den Anstieg des Wasserstands abgenommen. Man vermutet, dass neben den in das Gewässer eingesetzten Fischarten auch der Schlammpeitzger, die Karausche und der Bitterling im See zu finden sind.